# Montlauzun
Montlauzun est une commune française, située dans le sud-ouest du département du Lot en région Occitanie.
Elle est également dans le Quercy Blanc, une région naturelle correspondant à la partie méridionale du Quercy, devant son nom à ses calcaires lacustres du Tertiaire.
Exposée à un climat océanique altéré, elle est drainée par le Lendou, le ruisseau de Tartuguié et par divers autres petits cours d'eau. La commune possède un patrimoine naturel remarquable composé de deux zones naturelles d'intérêt écologique, faunistique et floristique.
Montlauzun est une commune rurale qui compte 121 habitants en 2022, après avoir connu un pic de population de 346 habitants en 1806.  Ses habitants sont appelés les Montlauzunois ou  Montlauzunoises.

## Géographie
Montlauzun est une commune du Quercy qui surplombe la vallée du Tartuguié et du Lendou, à 7 km de Lauzerte.

### Communes limitrophes
La commune est limitrophe du département de Tarn-et-Garonne.
Les communes limitrophes sont  Lendou-en-Quercy, Montcuq-en-Quercy-Blanc, Sainte-Juliette et Tréjouls.
|                                   | Montcuq-en-Quercy-Blanc    |                  |
| Sainte-Juliette (Tarn-et-Garonne) | Montlauzun                 | Lendou-en-Quercy |
|                                   | Tréjouls (Tarn-et-Garonne) |                  |

### Climat
Pour des articles plus généraux, voir Climat de l'Occitanie et Climat du Lot.
En 2010, le climat de la commune est de type climat du Bassin du Sud-Ouest, selon une étude s'appuyant sur une série de données couvrant la période 1971-2000. En 2020, Météo-France publie une typologie des climats de la France métropolitaine dans laquelle la commune est exposée à un climat océanique altéré et est dans la région climatique Aquitaine, Gascogne, caractérisée par une pluviométrie abondante au printemps, modérée en automne, un faible ensoleillement au printemps, un été chaud (19,5 °C), des vents faibles, des brouillards fréquents en automne et en hiver et des orages fréquents en été (15 à 20 jours).
Pour la période 1971-2000, la température annuelle moyenne est de 13,2 °C, avec une amplitude thermique annuelle de 15,5 °C. Le cumul annuel moyen de précipitations est de 846 mm, avec 10,8 jours de précipitations en janvier et 6 jours en juillet. Pour la période 1991-2020, la température moyenne annuelle observée sur la station météorologique la plus proche, située sur la commune de Montcuq-en-Quercy-Blanc à 5 km à vol d'oiseau, est de 13,4 °C et le cumul annuel moyen de précipitations est de 830,2 mm,. Pour l'avenir, les paramètres climatiques de la commune estimés pour 2050 selon différents scénarios d’émission de gaz à effet de serre sont consultables sur un site dédié publié par Météo-France en novembre 2022.

### Milieux naturels et biodiversité

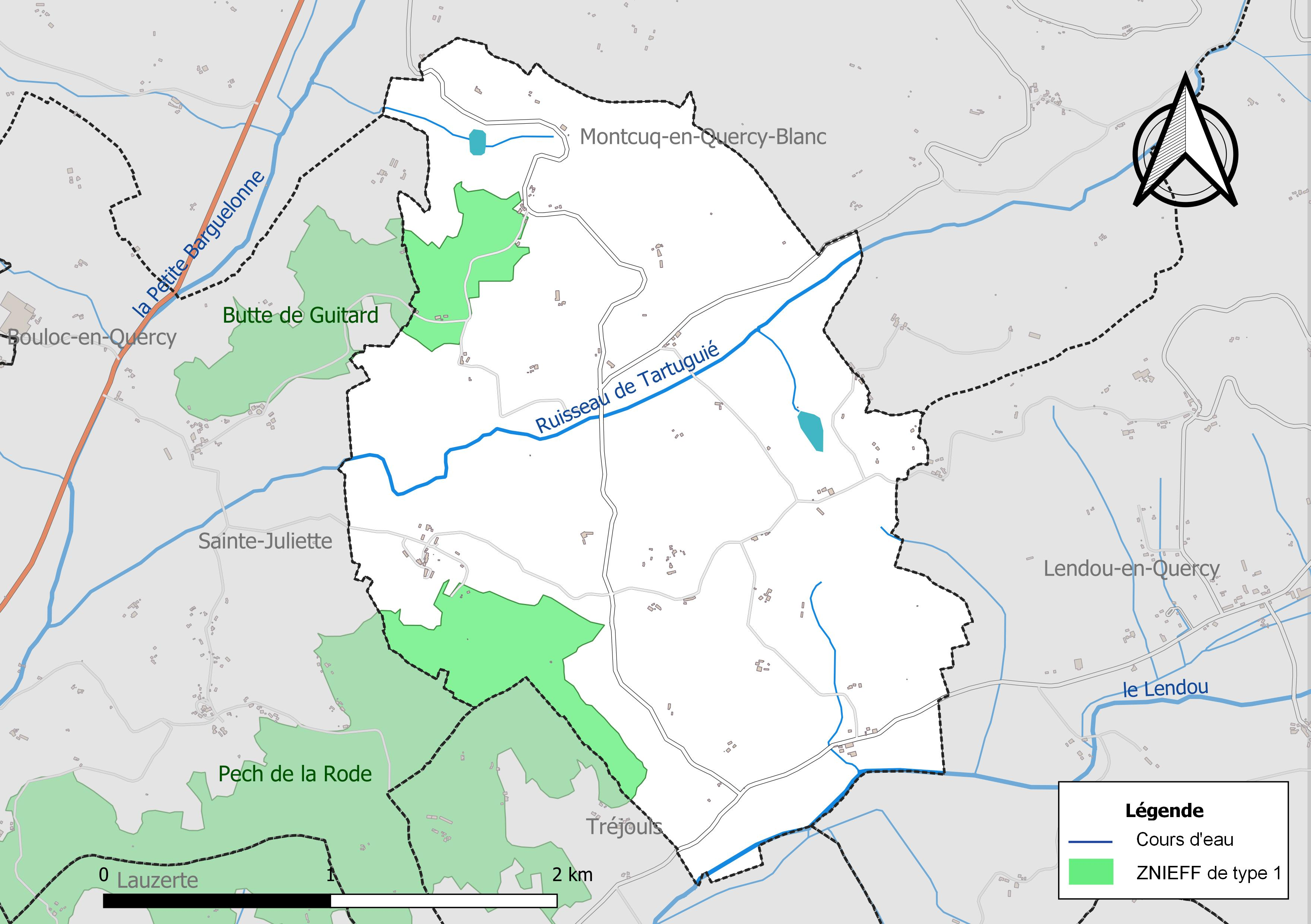
Carte des ZNIEFF de type 1 localisées sur la commune.

L’inventaire des zones naturelles d'intérêt écologique, faunistique et floristique (ZNIEFF) a pour objectif de réaliser une couverture des zones les plus intéressantes sur le plan écologique, essentiellement dans la perspective d’améliorer la connaissance du patrimoine naturel national et de fournir aux différents décideurs un outil d’aide à la prise en compte de l’environnement dans l’aménagement du territoire.
Deux ZNIEFF de type 1 sont recensées sur la commune :
la « butte de Guitard » (62 ha), couvrant 2 communes dont une dans le Lot et une dans le Tarn-et-Garonne et 
le « pech de la Rode » (276 ha), couvrant 4 communes dont une dans le Lot et trois dans le Tarn-et-Garonne.

## Urbanisme

### Typologie
Au 1er janvier 2024, Montlauzun est catégorisée commune rurale à habitat très dispersé, selon la nouvelle grille communale de densité à sept niveaux définie par l'Insee en 2022.
Elle est située hors unité urbaine et hors attraction des villes,.

### Occupation des sols
L'occupation des sols de la commune, telle qu'elle ressort de la base de données européenne d’occupation biophysique des sols Corine Land Cover (CLC), est marquée par l'importance des territoires agricoles (86,2 % en 2018), une proportion identique à celle de 1990 (86,2 %). La répartition détaillée en 2018 est la suivante : 
terres arables (74,9 %), forêts (13,8 %), zones agricoles hétérogènes (7 %), prairies (4,4 %). L'évolution de l’occupation des sols de la commune et de ses infrastructures peut être observée sur les différentes représentations cartographiques du territoire : la carte de Cassini (XVIIIe siècle), la carte d'état-major (1820-1866) et les cartes ou photos aériennes de l'IGN pour la période actuelle (1950 à aujourd'hui).

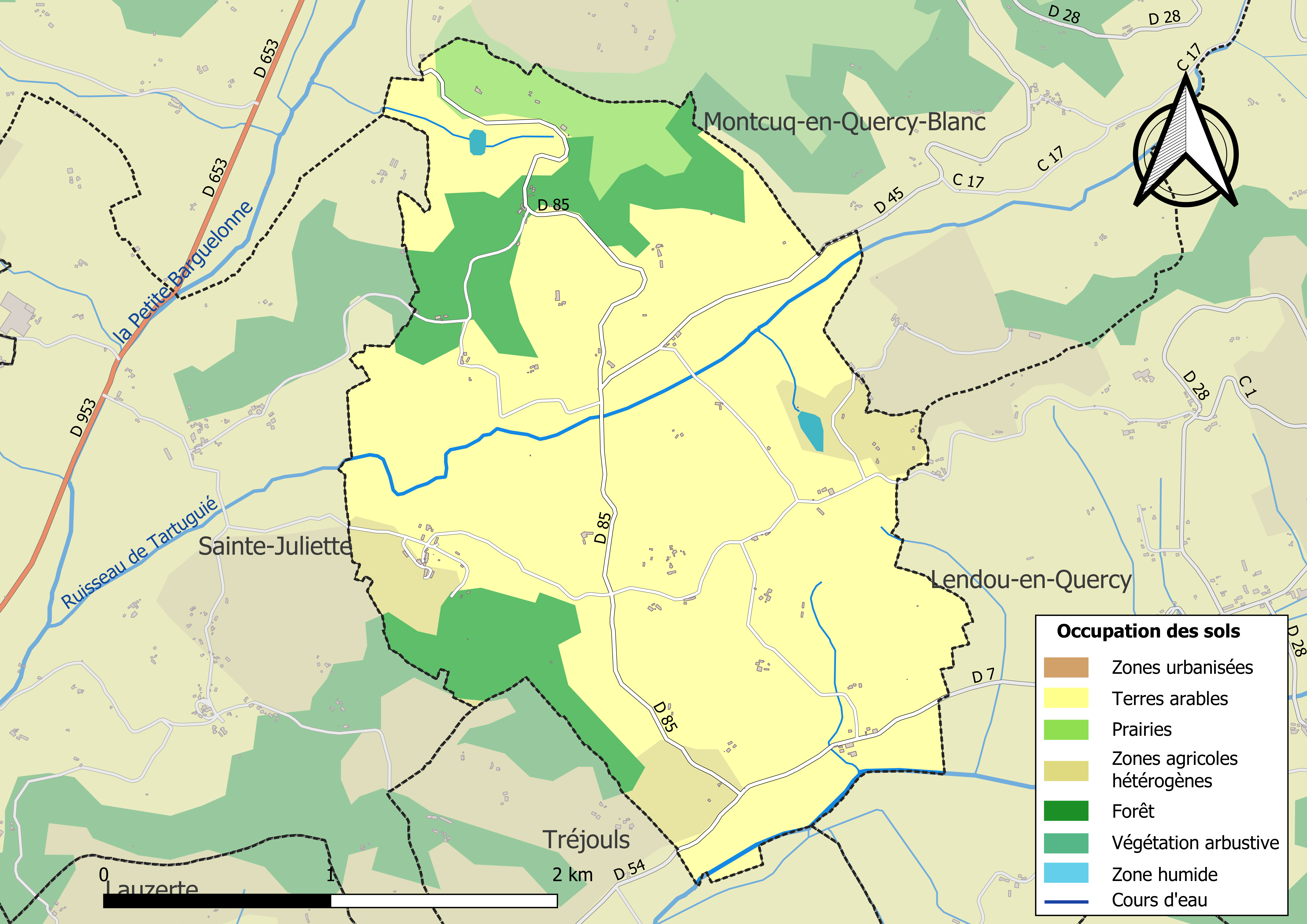
Carte des infrastructures et de l'occupation des sols de la commune en 2018 (CLC).

### Risques majeurs
Le territoire de la commune de Montlauzun est vulnérable à différents aléas naturels : météorologiques (tempête, orage, neige, grand froid, canicule ou sécheresse), inondations, feux de forêts, mouvements de terrains et séisme (sismicité très faible). Un site publié par le BRGM permet d'évaluer simplement et rapidement les risques d'un bien localisé soit par son adresse soit par le numéro de sa parcelle.
Certaines parties du territoire communal sont susceptibles d’être affectées par le risque d’inondation par débordement de cours d'eau, notamment le Lendou et le ruisseau de Tartuguié. La cartographie des zones inondables en ex-Midi-Pyrénées réalisée dans le cadre du XIe Contrat de plan État-région, visant à informer les citoyens et les décideurs sur le risque d’inondation, est accessible sur le site de la DREAL Occitanie. La commune a été reconnue en état de catastrophe naturelle au titre des dommages causés par les inondations et coulées de boue survenues en 1982, 1996 et 1999,.
Montlauzun est exposée au risque de feu de forêt. Un plan départemental de protection des forêts contre les incendies a été approuvé par arrêté préfectoral le 30 novembre 2015 pour la période 2015-2025. Les propriétaires doivent ainsi couper les broussailles, les arbustes et les branches basses sur une profondeur de 50 mètres, aux abords des constructions, chantiers, travaux et installations de toute nature, situées à moins de 200 mètres de terrains en nature
de bois, forêts, plantations, reboisements, landes ou friches. Le brûlage des déchets issus de l’entretien des parcs et jardins des ménages et des collectivités est interdit. L’écobuage est également interdit, ainsi que les feux de type méchouis et barbecues, à l’exception de ceux prévus dans des installations fixes (non situées sous couvert d'arbres) constituant une dépendance d'habitation.

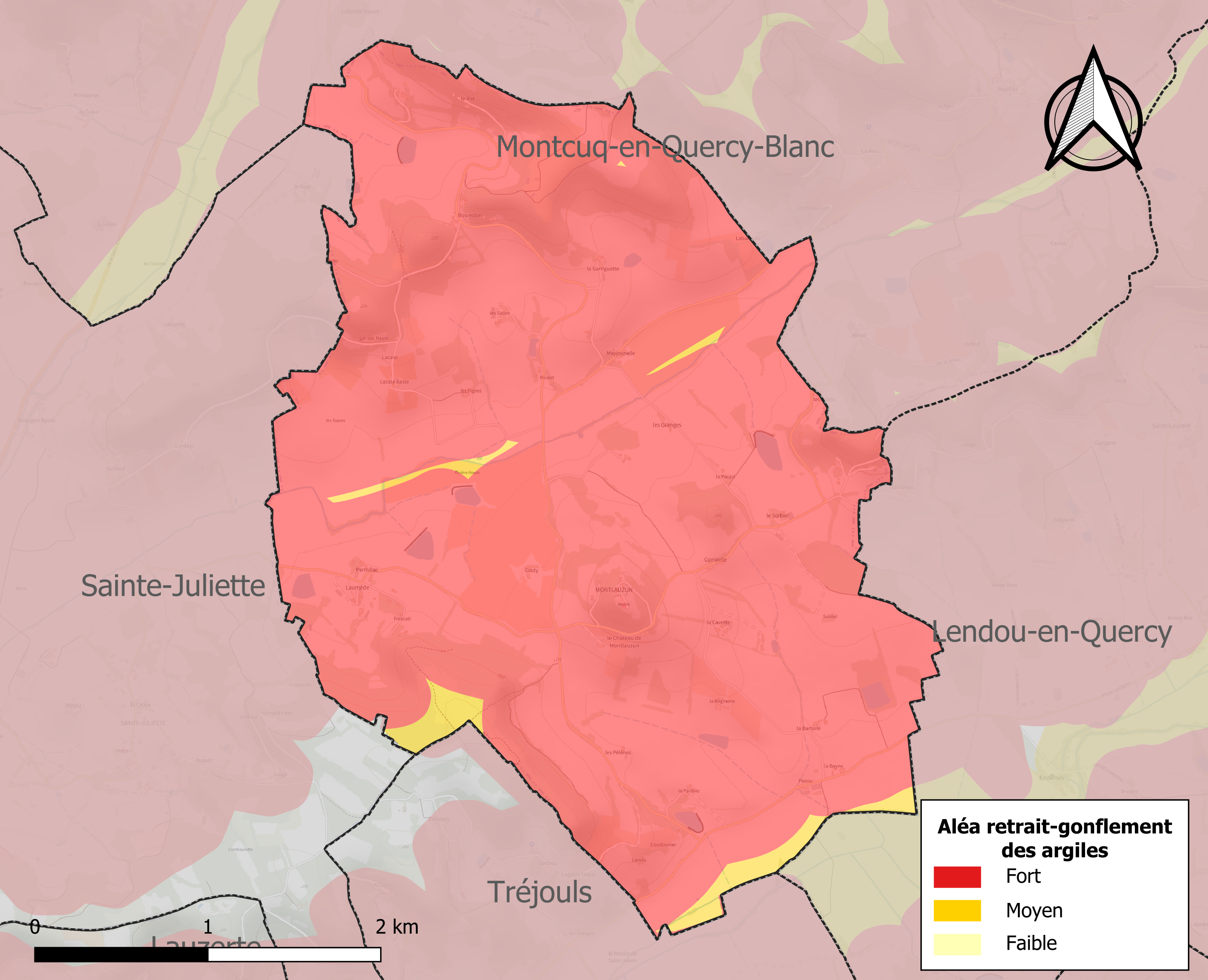
Carte des zones d'aléa retrait-gonflement des sols argileux de Montlauzun.

Les mouvements de terrains susceptibles de se produire sur la commune sont des éboulements, chutes de pierres et de blocs, des glissements de terrain et des tassements différentiels.
Le retrait-gonflement des sols argileux est susceptible d'engendrer des dommages importants aux bâtiments en cas d’alternance de périodes de sécheresse et de pluie. La totalité de la commune est en aléa moyen ou fort (67,7 % au niveau départemental et 48,5 % au niveau national). Sur les 63 bâtiments dénombrés sur la commune en 2019, 63 sont en aléa moyen ou fort, soit 100 %, à comparer aux 72 % au niveau départemental et 54 % au niveau national. Une cartographie de l'exposition du territoire national au retrait gonflement des sols argileux est disponible sur le site du BRGM,.
Par ailleurs, afin de mieux appréhender le risque d’affaissement de terrain, l'inventaire national des cavités souterraines permet de localiser celles situées sur la commune.
Concernant les mouvements de terrains, la commune a été reconnue en état de catastrophe naturelle au titre des dommages causés par des mouvements de terrain en 1999.

## Toponymie
Le toponyme Montlauzun (en occitan Montliaussut)  est basé sur le mot latin montem qui désigne un endroit élevé et par une étymologie populaire le mont aux éclairs ou à partir de Monte laudana sur l'anthroponyme Laucus terminé par donum hauteur, forteresse.

## Politique et administration
| Période                                  | Période  | Identité                | Étiquette | Qualité |
| ---------------------------------------- | -------- | ----------------------- | --------- | ------- |
| 1802                                     | 1809     | Jacques Rouges          |           |         |
| 1809                                     | 1813     | Pierre-louis Borredon   |           |         |
| 1813                                     | 1821     | Combarieu               |           |         |
| 1821                                     | 1830     | Chanut                  |           |         |
| 1830                                     | 1865     | Barthémémy Montagnac    |           |         |
| 1865                                     | 1877     | Jacques Baptiste Rouges |           |         |
| 1877                                     | 1878     | Antoine Moulis          |           |         |
| 1878                                     | 1903     | Germain Montagnac       |           |         |
| mars 2001                                | 2014     | Bernard Borredon        | Radical   |         |
| 2014                                     | En cours | Alain Lapeze            |           |         |
| Les données manquantes sont à compléter. |          |                         |           |         |

## Démographie
L'évolution du nombre d'habitants est connue à travers les recensements de la population effectués dans la commune depuis 1793. Pour les communes de moins de 10 000 habitants, une enquête de recensement portant sur toute la population est réalisée tous les cinq ans, les populations de référence des années intermédiaires étant quant à elles estimées par interpolation ou extrapolation. Pour la commune, le premier recensement exhaustif entrant dans le cadre du nouveau dispositif a été réalisé en 2005.

En 2022, la commune comptait 121 habitants, en évolution de −3,2 % par rapport à 2016 (Lot : +1,31 %, France hors Mayotte : +2,11 %).
| 1793 | 1800 | 1806 | 1821 | 1831 | 1836 | 1841 | 1846 | 1851 |
| ---- | ---- | ---- | ---- | ---- | ---- | ---- | ---- | ---- |
| 325  | 346  | 346  | 289  | 319  | 327  | 289  | 284  | 274  |

| 1856 | 1861 | 1866 | 1872 | 1876 | 1881 | 1886 | 1891 | 1896 |
| ---- | ---- | ---- | ---- | ---- | ---- | ---- | ---- | ---- |
| 279  | 266  | 268  | 266  | 228  | 218  | 214  | 188  | 182  |

| 1901 | 1906 | 1911 | 1921 | 1926 | 1931 | 1936 | 1946 | 1954 |
| ---- | ---- | ---- | ---- | ---- | ---- | ---- | ---- | ---- |
| 174  | 187  | 179  | 172  | 167  | 166  | 158  | 147  | 154  |

| 1962 | 1968 | 1975 | 1982 | 1990 | 1999 | 2005 | 2006 | 2010 |
| ---- | ---- | ---- | ---- | ---- | ---- | ---- | ---- | ---- |
| 163  | 129  | 114  | 127  | 102  | 117  | 132  | 131  | 128  |

| 2015 | 2020 | 2022 | - | - | - | - | - | - |
| ---- | ---- | ---- | - | - | - | - | - | - |
| 126  | 118  | 121  | - | - | - | - | - | - |

## Économie

### Emploi
|                | 2008  | 2013   | 2018   |
| -------------- | ----- | ------ | ------ |
| Commune        | 7,8 % | 18,7 % | 12,9 % |
| Département    | 7,3 % | 8,9 %  | 9,6 %  |
| France entière | 8,3 % | 10 %   | 10 %   |

En 2018, la population âgée de 15 à 64 ans s'élève à 72 personnes, parmi lesquelles on compte 78,6 % d'actifs (65,7 % ayant un emploi et 12,9 % de chômeurs) et 21,4 % d'inactifs,. En  2018, le taux de chômage communal (au sens du recensement) des 15-64 ans est supérieur à celui de la France et du département, alors qu'il était inférieur à celui de la France en 2008.
La commune est hors attraction des villes,. Elle compte 26 emplois en 2018, contre 19 en 2013 et 23 en 2008. Le nombre d'actifs ayant un emploi résidant dans la commune est de 49, soit un indicateur de concentration d'emploi de 54,3 % et un taux d'activité parmi les 15 ans ou plus de 54,4 %.
Sur ces 49 actifs de 15 ans ou plus ayant un emploi, 18 travaillent dans la commune, soit 36 % des habitants. Pour se rendre au travail, 85,1 % des habitants utilisent un véhicule personnel ou de fonction à quatre roues, 2,1 % les transports en commun, 4,3 % s'y rendent en deux-roues, à vélo ou à pied et 8,5 % n'ont pas besoin de transport (travail au domicile).

### Activités hors agriculture
9 établissements sont implantés  à Montlauzun au 31 décembre 2019.
Le secteur de la construction est prépondérant sur la commune puisqu'il représente 44,4 % du nombre total d'établissements de la commune (4 sur les 9 entreprises implantées  à Montlauzun), contre 13,9 % au niveau départemental.

### Agriculture
La commune est dans le Quercy Blanc », une petite région agricole couvrant une partie du sud-ouestdu département du Lot. En 2020, l'orientation technico-économique de l'agriculture  sur la commune est la polyculture et/ou le polyélevage.
|               | 1988 | 2000 | 2010 | 2020 |
| ------------- | ---- | ---- | ---- | ---- |
| Exploitations | 15   | 12   | 9    | 11   |
| SAU (ha)      | 454  | 577  | 289  | 400  |

Le nombre d'exploitations agricoles en activité et ayant leur siège dans la commune est passé de 15 lors du recensement agricole de 1988  à 12 en 2000 puis à 9 en 2010 et enfin à 11 en 2020, soit une baisse de 27 % en 32 ans. Le même mouvement est observé à l'échelle du département qui a perdu pendant cette période 60 % de ses exploitations,. La surface agricole utilisée sur la commune a également diminué, passant de 454 ha en 1988 à 400 ha en 2020. Parallèlement la surface agricole utilisée moyenne par exploitation a augmenté, passant de 30 à 36 ha.

## Le pèlerinage de Compostelle
Montlauzun est situé sur le Gr 65, la via Podiensis du pèlerinage de Saint-Jacques-de-Compostelle du Puy-en-Velay à Saint-Jean-Pied-de-Port.
On vient de Montcuq pour continuer vers Lauzerte.

## Culture locale et patrimoine

### Lieux et monuments
- Église Saint-Jean de Montlauzun.

#### Site de l'Insee
1. ↑  « La grille communale de densité », sur le site de l'Insee, 28 mai 2024 (consulté le 28 juin 2024).
2. ↑  Insee, « Métadonnées de la commune de Montlauzun ».
3. ↑  « Base des aires d'attraction des villes 2020. », sur le site de l'Insee, 21 octobre 2020 (consulté le 28 juin 2024).
4. ↑  Marie-Pierre de Bellefon, Pascal Eusebio, Jocelyn Forest, Olivier Pégaz-Blanc et Raymond Warnod (Insee), « En France, neuf personnes sur dix vivent dans l’aire d’attraction d’une ville », sur le site de l'Insee, 21 octobre 2020 (consulté le 28 juin 2024).
5. 1 2  « Emp T1 - Population de 15 à 64 ans par type d'activité en 2018 à Montlauzun » (consulté le 5 février 2022).
6. ↑  « Emp T1 - Population de 15 à 64 ans par type d'activité en 2018 dans le Lot » (consulté le 5 février 2022).
7. ↑  « Emp T1 - Population de 15 à 64 ans par type d'activité en 2018 dans la France entière » (consulté le 5 février 2022).
8. ↑  « Base des aires d'attraction des villes 2020 », sur site de l'Insee (consulté le 10 avril 2021).
9. ↑  « Emp T5 - Emploi et activité en 2018 à Montlauzun » (consulté le 5 février 2022).
10. ↑  « ACT T4 - Lieu de travail des actifs de 15 ans ou plus ayant un emploi qui résident dans la commune en 2018 » (consulté le 5 février 2022).
11. ↑  « ACT G2 - Part des moyens de transport utilisés pour se rendre au travail en 2018 » (consulté le 5 février 2022).
12. ↑  « DEN T5 - Nombre d'établissements par secteur d'activité au 31 décembre 2019 à Montlauzun » (consulté le 14 février 2022).
13. ↑  « DEN T5 - Nombre d'établissements par secteur d'activité au 31 décembre 2019 dans le Lot » (consulté le 14 février 2022).

#### Autres sources
1. ↑  Carte IGN sous Géoportail
2. 1 2  Daniel Joly, Thierry Brossard, Hervé Cardot, Jean Cavailhes, Mohamed Hilal et Pierre Wavresky, « Les types de climats en France, une construction spatiale », Cybergéo, revue européenne de géographie - European Journal of Geography, no 501,‎ 18 juin 2010 (DOI 10.4000/cybergeo.23155, lire en ligne, consulté le 14 novembre 2023)
3. ↑  « Zonages climatiques en France métropolitaine. », sur pluiesextremes.meteo.fr (consulté le 14 novembre 2023).
4. ↑  « Orthodromie entre Montlauzun et Montcuq-en-Quercy-Blanc », sur fr.distance.to (consulté le 14 novembre 2023).
5. ↑  « Station Météo-France « Montcuq - Rouil » (commune de Montcuq-en-Quercy-Blanc) - fiche climatologique - période 1991-2020 », sur donneespubliques.meteofrance.fr (consulté le 14 novembre 2023).
6. ↑  « Station Météo-France « Montcuq - Rouil » (commune de Montcuq-en-Quercy-Blanc) - fiche de métadonnées. », sur donneespubliques.meteofrance.fr (consulté le 14 novembre 2023).
7. ↑  « Climadiag Commune : diagnostiquez les enjeux climatiques de votre collectivité. », sur meteofrance.fr, novembre 2022 (consulté le 14 novembre 2023).
8. ↑  « Liste des ZNIEFF de la commune de Montlauzun », sur le site de l'Inventaire national du patrimoine naturel (consulté le 2 septembre 2021).
9. ↑  « ZNIEFF la « butte de Guitard » - fiche descriptive », sur le site de l'inventaire national du patrimoine naturel (consulté le 2 septembre 2021).
10. ↑  « ZNIEFF le « pech de la Rode » - fiche descriptive », sur le site de l'inventaire national du patrimoine naturel (consulté le 2 septembre 2021).
11. ↑  « CORINE Land Cover (CLC) - Répartition des superficies en 15 postes d'occupation des sols (métropole). », sur le site des données et études statistiques du ministère de la Transition écologique. (consulté le 14 avril 2021).
12. 1 2 3  « Les risques près de chez moi - commune de Montlauzun », sur Géorisques (consulté le 17 octobre 2022).
13. ↑  BRGM, « Évaluez simplement et rapidement les risques de votre bien », sur Géorisques (consulté le 13 septembre 2022).
14. ↑  DREAL Occitanie, « CIZI », sur occitanie.developpement-durable.gouv.fr (consulté le 13 septembre 2022).
15. ↑  « Dossier départemental des risques majeurs dans le Lot », sur lot.gouv.fr (consulté le 13 septembre 2022), partie 1 -  chapitre Risque inondation.
16. ↑  « Dossier départemental des risques majeurs dans le Lot », sur lot.gouv.fr (consulté le 13 septembre 2022).
17. ↑  « Dossier départemental des risques majeurs dans le Lot », sur lot.gouv.fr (consulté le 13 septembre 2022), chapitre Mouvements de terrain.
18. ↑  « Retrait-gonflement des argiles », sur le site de l'observatoire national des risques naturels (consulté le 13 septembre 2022).
19. ↑  « Liste des cavités souterraines localisées sur la commune de Montlauzun », sur georisques.gouv.fr (consulté le 13 septembre 2022).
20. ↑  Gaston Bazalgues, À la découverte des noms de lieux du Quercy : Toponymie lotoise, Gourdon, Éditions de la Bouriane et du Quercy, juin 2002, 127 p. (ISBN 2-910540-16-2), p. 117.
21. ↑  « Les maires de Montlauzun », sur francegenweb.org (consulté le 25 octobre 2017).
22. ↑  L'organisation du recensement, sur insee.fr.
23. ↑  Calendrier départemental des recensements, sur insee.fr.
24. ↑  Des villages de Cassini aux communes d'aujourd'hui sur le site de l'École des hautes études en sciences sociales.
25. ↑  Fiches Insee - Populations de référence de la commune pour les années 2006, 2007, 2008, 2009, 2010, 2011, 2012, 2013, 2014, 2015, 2016, 2017, 2018, 2019, 2020, 2021 et 2022.
26. ↑  « Les régions agricoles (RA), petites régions agricoles(PRA) - Année de référence : 2017 », sur agreste.agriculture.gouv.fr (consulté le 14 février 2022).
27. ↑  Présentation des premiers résultats du recensement agricole 2020, Ministère de l’agriculture et de l’alimentation, 10 décembre 2021
28. 1 2  « Fiche de recensement agricole - Exploitations ayant leur siège dans la commune de Montlauzun - Données générales », sur recensement-agricole.agriculture.gouv.fr (consulté le 14 février 2022).
29. ↑  « Fiche de recensement agricole - Exploitations ayant leur siège dans le département du Lot » (consulté le 14 février 2022).